# Guillaume Deffontaines
Guillaume Deffontaines (* 1968) ist ein französischer Kameramann.

## Leben
Deffontaines kam 1968 als Sohn eines Architekten und Hobbyfilmers zur Welt. Schon früh wurde sein Interesse am Film geweckt. Er studierte bis 1992 an der École Louis-Lumière Cinematografie. Mitte der 1990er-Jahre kam er zum Film, wo er zunächst als Erster Kameraassistent bei Filmen unter anderem von Claude Lelouch (Les misérables, 1995) und Jean-Marie Poiré (Die Schutzengel, 1995; Die Zeitritter – Auf der Suche nach dem heiligen Zahn, 1998) tätig war. Dabei arbeitete er häufig mit Kameramann Christophe Beaucarne zusammen.
Erste Arbeiten als Kameramann entstanden für das Fernsehen und im Kurzfilmbereich. Deffontaines erster Langspielfilm für das Kino, bei dem er als Kameramann tätig war, wurde 2008 Arnaud und Jean-Marie Larrieus Le voyage aux Pyrénées. Auch bei den mit verschiedenen Filmpreisen ausgezeichneten Filmen Tout ce qui brille, Télé gaucho, Camille Claudel 1915 und Liebe ist das perfekte Verbrechen stand Deffontaines hinter der Kamera. Mehrfach arbeitete er seit 2013 mit Regisseur Bruno Dumont zusammen. Seinen Durchbruch erlebte er mit dem 2016 erschienenen Spielfilm Die feine Gesellschaft, für den er 2017 für einen César in der Kategorie Beste Kamera nominiert wurde.

## Filmografie (Auswahl)
- 2008: Le voyage aux Pyrénées
- 2010: Tout ce qui brille
- 2011: Une pure affaire
- 2012: Sag, dass du mich liebst (Parlez-moi de vous)
- 2012: Ouf
- 2012: Télé gaucho
- 2012: À l’abri de la tempête
- 2013: Camille Claudel 1915
- 2013: Liebe ist das perfekte Verbrechen (L’amour est un crime parfait)
- 2014: Prêt à tout
- 2014: Kindkind (P’tit quinquin)
- 2014: Den Menschen so fern (Loin des hommes)
- 2015: Mademoiselle Hanna und die Kunst nein zu sagen (Je suis à vous tout de suite)
- 2015: La vie très privée de Monsieur Sim
- 2016: Die feine Gesellschaft (Ma loute)
- 2017: Jeannette (Jeannette, l’enfance de Jeanne d’Arc)
- 2017: Chien
- 2017: Die Neiderin (Jalouse)
- 2018: Verbündete Feinde (Frères ennemies)
- 2018: Quakquak und die Nichtmenschen (Coincoin et les z‘inhumains)
- 2020: Des hommes
- 2021: Der Rosengarten von Madame Vernet (La fine fleur)
- 2023: The Last Men – Die letzte Fremdenlegion (Les Derniers Hommes)